# Караул (сельское поселение)
Се́льское поселе́ние Карау́л — муниципальное образование со статусом сельского поселения в Таймырском районе Красноярского края России.
В рамках административно-территориального устройства соответствует территориальной единице село Караул (с подчинёнными ему населёнными пунктами) в составе административно-территориальной единицы с особым статусом Таймырский Долгано-Ненецкий район.
Административный центр — село Караул.

## История
До 2006 года территория, подчинённая селу Караул, составляла Усть-Енисейский район.
В рамках муниципального устройства Таймырского (Долгано-Ненецкого) автономного округа в 2004 году он составил муниципальное образование со статусом сельского поселения. После упразднения ТДНАО, муниципальное образование сельское поселение Караул сохранило свой статус, но уже в составе Таймырского Долгано-Ненецкого муниципального района.

## Местное самоуправление
Караульский сельский Совет депутатов
Дата формирования: 09.09.2018. Срок полномочий: 5 лет. Состоит из 10 депутатов.
- 20 сентября 2018 года председателем Караульского сельского Совета депутатов сроком на пять лет был избран Дмитрий Владимирович Рудник[8].

Глава сельского поселения
- С 24 июня 2022 года обязанности главы сельского поселения Караул временно исполняет Наталья Борисовна Гурина[1].

## Население
| 1939  | 1959  | 1970  | 1979  | 1989  | 2002  | 2009  |
| ----- | ----- | ----- | ----- | ----- | ----- | ----- |
| 4264  | ↗4427 | ↘4009 | ↘3679 | ↗3884 | ↗4166 | ↘3979 |
| 2010  | 2012  | 2013  | 2014  | 2015  | 2016  | 2017  |
| ↗4081 | ↗4110 | ↘4039 | ↘3982 | ↘3922 | ↘3915 | ↗3951 |
| 2018  | 2019  | 2020  | 2021  |       |       |       |
| ↗3990 | ↗3991 | ↘3949 | ↘3798 |       |       |       |

Согласно переписи населения 2010 года, в национальном составе преобладали ненцы.

## Населённые пункты
В состав поселения входят населённые пункты:
| №  | Населённый пункт | Тип населённого пункта       | Население |
| -- | ---------------- | ---------------------------- | --------- |
| 1  | Байкаловск       | посёлок                      | 122       |
| 2  | Воронцово        | посёлок                      | 253       |
| 3  | Казанцево        | посёлок                      | 17        |
| 4  | Караул           | село, административный центр | ↘781      |
| 5  | Кареповск        | посёлок                      | 0         |
| 6  | Мунгуй           | посёлок                      | 11        |
| 7  | Носок            | посёлок                      | ↗1798     |
| 8  | Поликарповск     | посёлок                      | 33        |
| 9  | Тухард           | посёлок                      | 814       |
| 10 | Усть-Порт        | посёлок                      | 338       |